# Ганин, Егор Фёдорович
Его́р Фёдорович Га́нин (1755 — около 1830) — русский драматург, который часто становился предметом насмешек для современников.

## Биография
Егор Фёдорович Ганин родился в 1755 году. О его происхождении ничего не известно. Был богатым купцом первой гильдии, жил в доме на берегу Невы. Впоследствии на этом месте была расположена Калашниковская пристань, переименованная со временем в  Синопскую набережную.
В 1773 году начал службу писарем в Главной провиантской канцелярии, в 1776 был принят в «штат генерал-поручика адъютантом» и возведён в прапорщики. В 1778—1782 гг. служил курьером в Кабинете её императорского величия Екатерины II, «за беспорочную службу» при увольнении возведён в советники. Начиная с 1782 — председатель олонецкого губернского магистрата, с 1786 — советник Гражданской палаты. В 1793 Ганин оставил службу в чине надворного советника, а в 1799 вышел в отставку в чине коллежского советника.
Со временем реальная биография Ганина была вытеснена в сознании современников ироническим обликом чудящего петербургского богача, из-за чего в различных источниках имеются весьма значительные расхождения. В 1820-х годах Егор Фёдорович стал предметом насмешек из-за своего придомового садика, которому силился придать сходство с парками загородных дворцов. В 1824 году была опубликована статья: «Описание сада господина Ганина», автором которого был сам Егор Фёдорович под псевдонимом «любитель изящного». Редактор статьи Измайлов даёт краткую характеристику:
Напечатано со всевозможной точностью. Издатель не переменил ничего, но расставил только, для удобства читателей, знаки препинания, коим почтенный автор, по-видимому, объявляет решительный остракизм.
Ганин впервые явился в редакцию «Благонамеренного» со своей дебютной драмой «Любим» в 1819 году. Издатель журнала, Измайлов, посоветовал Ганину продолжать заниматься литературной деятельностью. Немало усилий тщеславный автор употреблял на то, чтобы добиться постановки своих произведений на театральных подмостках.
Егор Фёдорович скончался 11 декабря 1825 года.

## Личная жизнь
Ганин был женат на купеческой дочери. Возможно, этому браку способствовало его незаурядное богатство. После смерти супруги он поставил ей памятник с надписью «Марии-другу» в вышеупомянутом саду. С 1826 года по совету племянницы прекратил написание драм и переключился на опыты в области физики, для чего приобрёл электрическую машину.
В 1796 году род Ганиных был внесён в третью часть дворянской родословной книги Петербургской губернии.

## Публикации
- «Любим» (драма в 3 действиях, 1819)[5]
- «Валериан, или Муж двух жен» (драма в 5 действиях, 1820)
- «Елвира, или Роза» (драма в 3 действиях, 1821)
- «Джонс, или Добродетельный Иван» (драма в 3 действиях, 1821)
- «Виктор, или Дитя, найденное в лесу» (романтическое представление в 3 действиях, 1821)[6]
- «Слабомыслов» (драма в 4 действиях, 1825)

Неоднократно насмешки над Ганиным появлялись в «Сатирической газете» А. И. Измайлова, он постоянно становился объектом розыгрышей. В некоторых журналах на пьесы Ганина публиковались внешне комплиментарные, но по сути издевательские рецензии, воспринимаемые писателем всерьёз. Однажды Орест Михайлович Сомов и Измайлов убедили Егора Фёдорович в том, что пьеса «Любим», переведённая на французский язык, имела необычайный успех, и Ганин рассказал об этом в статье «Глас справедливости». Впоследствии процитированные в ней французские стихи стали обозначением не осознающей себя бездарности.